# Gran Premi de Bahrain del 2014
El Gran Premi de Bahrain de Fórmula 1 de la temporada 2014 s'ha disputat al circuit de Sakhir, del 4 al 6 d'abril del 2014.

## Resultats de la qualificació
| Pos                  | No | Pilot             | Constructor          | Part 1   | Part 2   | Part 3   | Sortida |
| -------------------- | -- | ----------------- | -------------------- | -------- | -------- | -------- | ------- |
| 1                    | 6  | Nico Rosberg      | Mercedes             | 1:35.439 | 1:33.708 | 1:33.185 | 1       |
| 2                    | 44 | Lewis Hamilton    | Mercedes             | 1:35.323 | 1:33.872 | 1:33.464 | 2       |
| 3                    | 3  | Daniel Ricciardo  | Red Bull-Renault     | 1:36.220 | 1:34.592 | 1:34.051 | 131     |
| 4                    | 77 | Valtteri Bottas   | Williams-Mercedes    | 1:34.934 | 1:34.842 | 1:34.247 | 3       |
| 5                    | 11 | Sergio Pérez      | Force India-Mercedes | 1:34.998 | 1:34.747 | 1:34.346 | 4       |
| 6                    | 7  | Kimi Räikkönen    | Ferrari              | 1:35.234 | 1:34.925 | 1:34.368 | 5       |
| 7                    | 22 | Jenson Button     | McLaren-Mercedes     | 1:35.699 | 1:34.714 | 1:34.387 | 6       |
| 8                    | 19 | Felipe Massa      | Williams-Mercedes    | 1:35.085 | 1:34.842 | 1:34.511 | 7       |
| 9                    | 20 | Kevin Magnussen   | McLaren-Mercedes     | 1:35.288 | 1:34.904 | 1:34.712 | 8       |
| 10                   | 14 | Fernando Alonso   | Ferrari              | 1:35.251 | 1:34.723 | 1:34.992 | 9       |
| 11                   | 1  | Sebastian Vettel  | Red Bull-Renault     | 1:35.549 | 1:34.985 |          | 10      |
| 12                   | 27 | Nico Hülkenberg   | Force India-Mercedes | 1:34.874 | 1:35.116 |          | 11      |
| 13                   | 26 | Daniïl Kviat      | Toro Rosso-Renault   | 1:35.395 | 1:35.145 |          | 12      |
| 14                   | 25 | Jean-Éric Vergne  | Toro Rosso-Renault   | 1:35.815 | 1:35.286 |          | 14      |
| 15                   | 21 | Esteban Gutiérrez | Sauber-Ferrari       | 1:36.567 | 1:35.891 |          | 15      |
| 16                   | 8  | Romain Grosjean   | Lotus-Renault        | 1:36.654 | 1:35.908 |          | 16      |
| 17                   | 13 | Pastor Maldonado  | Lotus-Renault        | 1:36.663 |          |          | 17      |
| 18                   | 99 | Adrian Sutil      | Sauber-Ferrari       | 1:36.840 |          |          | 222     |
| 19                   | 10 | Kamui Kobayashi   | Caterham-Renault     | 1:37.085 |          |          | 18      |
| 20                   | 17 | Jules Bianchi     | Marussia-Ferrari     | 1:37.310 |          |          | 19      |
| 21                   | 9  | Marcus Ericsson   | Caterham-Renault     | 1:37.875 |          |          | 20      |
| 22                   | 4  | Max Chilton       | Marussia-Ferrari     | 1:37.913 |          |          | 21      |
| 107% temps: 1:41.515 |    |                   |                      |          |          |          |         |
| Font:                |    |                   |                      |          |          |          |         |

Notes
- ^1  — Daniel Ricciardoha estat penalitzat amb 10 posicions a la graella de sortida del proper gran premi.[1]
- ^2  — Adrian Sutil ha estat penalitzat amb 5 posicions a la graella per destorbar Romain Grosjean a la qualificació.[2]

## Resultats de la Cursa
| Pos   | No | Pilot             | Constructor          | Voltes | Temps / Retirada | Pos.Sortida | Punts |
| ----- | -- | ----------------- | -------------------- | ------ | ---------------- | ----------- | ----- |
| 1     | 44 | Lewis Hamilton    | Mercedes             | 57     | 1:39:42.743      | 2           | 25    |
| 2     | 6  | Nico Rosberg      | Mercedes             | 57     | +1.085           | 1           | 18    |
| 3     | 11 | Sergio Pérez      | Force India-Mercedes | 57     | +24.067          | 4           | 15    |
| 4     | 3  | Daniel Ricciardo  | Red Bull-Renault     | 57     | +24.489          | 13          | 12    |
| 5     | 27 | Nico Hülkenberg   | Force India-Mercedes | 57     | +28.654          | 11          | 10    |
| 6     | 1  | Sebastian Vettel  | Red Bull-Renault     | 57     | +29.879          | 10          | 8     |
| 7     | 19 | Felipe Massa      | Williams-Mercedes    | 57     | +31.265          | 7           | 6     |
| 8     | 77 | Valtteri Bottas   | Williams-Mercedes    | 57     | +31.876          | 3           | 4     |
| 9     | 14 | Fernando Alonso   | Ferrari              | 57     | +32.595          | 9           | 2     |
| 10    | 7  | Kimi Räikkönen    | Ferrari              | 57     | +33.462          | 5           | 1     |
| 11    | 26 | Daniïl Kviat      | Toro Rosso-Renault   | 57     | +41.342          | 12          |       |
| 12    | 8  | Romain Grosjean   | Lotus-Renault        | 57     | +43.143          | 16          |       |
| 13    | 4  | Max Chilton       | Marussia-Ferrari     | 57     | +59.909          | 21          |       |
| 14    | 13 | Pastor Maldonado  | Lotus-Renault        | 57     | +1:02.803        | 17          |       |
| 15    | 10 | Kamui Kobayashi   | Caterham-Renault     | 57     | +1:27.900        | 18          |       |
| 16    | 17 | Jules Bianchi     | Marussia-Ferrari     | 56     | +1 Volta         | 19          |       |
| 17    | 22 | Jenson Button     | McLaren-Mercedes     | 55     | Embragatge       | 6           |       |
| Ret   | 20 | Kevin Magnussen   | McLaren-Mercedes     | 40     | Embragatge       | 8           |       |
| Ret   | 21 | Esteban Gutiérrez | Sauber-Ferrari       | 39     | Col·lisió        | 15          |       |
| Ret   | 9  | Marcus Ericsson   | Caterham-Renault     | 33     | Pèrdua d'oli     | 20          |       |
| Ret   | 25 | Jean-Éric Vergne  | Toro Rosso-Renault   | 18     | Col·lisió        | 14          |       |
| Ret   | 99 | Adrian Sutil      | Sauber-Ferrari       | 17     | Col·lisió        | 22          |       |
| Font: |    |                   |                      |        |                  |             |       |